# Blommesteyn
Blommesteyn of Bloemestein is een voormalig kasteel bij Honswijk, gemeente Houten in de Nederlandse provincie Utrecht.

## Geschiedenis
In 1323 verschijnt ene Sweder van Blomesteijne in de bronnen. Het huis zelf wordt overigens voor het eerst genoemd in 1330.
Medio 14e eeuw is er vanuit het kasteel een kapel gesticht, waar tevens een vicarie werd gevestigd.
In 1355 werd het kasteel genoemd in een akte waarin diverse edelen, de bisschop van Utrecht en de heren van Vianen zich met elkaar verzoenden. Johan van Bloemestein droeg tevens zijn ‘steenhuys’ op aan de bisschop, waarna hij het van hem terug in leen ontving. Al na enkele maanden echter besloot Johan het huis op te dragen aan de heer van Culemborg. 
De Hoekse en Kabeljauwse twisten speelden een hoofdrol in het einde van het kasteel. Sloteigenaar Johan van Bloemestein behoorde tot de Hoekse partij. De Kabeljauwgezinde Otto van Arkel wist in 1390 het kasteel in te nemen en liet het daarna volledig afbreken. De bakstenen zouden volgens Zweder van Culemborg hierna zijn hergebruikt als fundering voor de stadsmuur van Culemborg.
Nadien was er nog slechts sprake van een hofstede Bloemenstein, zonder ‘steenhuys’. De boerderijen en landerijen werden in 1395 aan de heer van Culemborg overgedragen, die nu dus de nieuwe leenheer werd.
In 1430 werd de Groeneweg aangelegd, destijds de ‘bloemensteinschen nyen wech’ geheten. De kapel werd in 1460 afgebroken, maar het vicarie dat in de kapel was gevestigd, bleef voortbestaan in de parochiekerk van Honswijk. De heren van Culemborg en van Vianen deelden het collatierecht van deze vicarie. Honswijk was overigens een heerlijkheid die in handen was van de heren van Culemborg.

## Beschrijving
Er zijn enkele afbeeldingen van het kasteel, waaronder de tekening van Louis Philip Serrurier, maar die zijn gemaakt ruim na de verwoesting in 1390 en worden dan ook als onbetrouwbaar beschouwd.
De locatie van het kasteel was vermoedelijk in de buurt van de tegenwoordige boerderij Bloemestein. Deze staat op de hoek van de Lekdijk en de Groeneweg, nabij Honswijk.
Onderzoek door de gemeente Houten in 1988 heeft geen uitsluitsel gegeven over de exacte plek. De locatie wordt sindsdien niet meer archeologisch beschermd.
Kasteel Ter Aa (Breukelen) ·
Aastein ·
Slot Abcoude ·
Amaliastein ·
Nieuw-Amelisweerd ·
Oud-Amelisweerd ·
Kasteel Amerongen ·
Kasteel Batestein (Harmelen) ·
Kasteel Batestein (Vianen) · 
De Beest ·
Bergestein ·
Beverweerd ·
Blasenburg ·
Blikkenburg ·
Blommesteyn ·
Bolenstein ·
Bolsweerd ·
Bottestein ·
Kasteel Broekhuizen ·
Bruinenburg ·
Huis Cammingha ·
Clarenborg ·
Coelhorst ·
De Batau ·
Dompselaer ·
Huis Doorn ·
Drakenburg (kasteel) ·
Drakensteyn ·
Kasteel Duurstede ·
Huis Ter Eem ·
Eijkelenburg ·
Emmickhuizen ·
Den Engh ·
Essenstein ·
Everstein (Everdingen) ·
Everstein (Jutphaas) ·
Den Eyck ·
Galesloot ·
Kasteel Geerestein ·
Gildenborgh ·
Kasteel Ten Goye ·
Grauwert ·
Grijpestein ·
Groenestein (Langbroek) ·
Kasteel Groeneveld (Baarn) ·
Groenewoude (Woudenberg) ·
Gunterstein ·
Kasteel de Haar ·
Kasteel Hagestein ·
Hamtoren ·
Kasteel Hardenbroek ·
Huis Harmelen ·
Ridderhofstad Heemstede ·
Kasteel Heemstede ·
Heimenberg ·
Heimerstein ·
Huis Herlaar ·
Ter Heul ·
Heulestein ·
Hindersteyn ·
Kasteel Ter Horst (Achterberg) ·
Isselt ·
Kasteel IJsselstein ·
Jagenstein ·
Kersbergen ·
Killestein ·
Kronenburg (kasteel) ·
Kasteel Levendaal ·
Lichtenberg (Woudenberg) ·
Lievendaal (Amerongen) ·
Landgoed Linschoten ·
Kasteel Linschoten ·
Lockhorst ·
Kasteel Loenersloot ·
Kasteel Lunenburg ·
Huis Maarsbergen ·
Marckenburg ·
Ter Meer ·
Ter Mey (Haarzuilens) ·
Huis te Mijdrecht ·
Huis te Mijnden ·
Kasteel Moersbergen ·
Kasteel Montfoort ·
Natewisch ·
Te Nesse ·
Kasteel Nijenrode ·
Nijenstein ·
Nijeveld ·
Noordwijk (Langbroek) ·
Huis te Oosterwijk ·
Oostwaard (Utrecht) ·
Op de Bol ·
Oud-Broekhuizen ·
Ridderhofstad Oudaan ·
Huis Oudegein ·
Oudenhorst ·
Plettenburg (kasteel) ·
Huis De Polle ·
Prattenburg ·
Kasteel Putkop ·
Randenbroek (park) ·
Remmerstein ·
Kasteel Renswoude ·
Rhijnauwen ·
Kasteel Rhijnestein ·
Huis Riebeek ·
Kasteel Rijnenburg ·
Rijnestein ·
Rijneveld ·
Kasteel Rijnhuizen ·
Rijningen ·
Huis Rijnsweerd ·
Rijpickerwaard · 
Kasteel Rijsenburg ·
De Roetert ·
Rumelaar ·
Kasteel Ruwiel ·
Royestein ·
Kasteel Sandenburg ·
Kasteel Schalkwijk ·
Kasteel Schonauwen ·
Schurenburg ·
Snaafburg ·
Snellenburg ·
Paleis Soestdijk ·
Steenhuis (Lopik) ·
Kasteel Sterkenburg ·
Stormerdijk ·
Landgoed Stoutenburg ·
Ten Massche ·
Valkenburg (Rhenen) ·
Huis te Velde ·
Kasteel Veldenstein ·
Hofstede te Vliet ·
Huis te Vleuten ·
Huis te Vliet (Lopik) ·
Huis te Vliet (Oudewater) ·
Vogelpoel ·
Huis te Voorn ·
Vredelant ·
Vronestein ·
Vuijlcop ·
Kasteel Walenburg ·
Wayenstein (Amerongen) ·
Kasteel Weerdenburg ·
Weerdesteyn ·
Weerestein ·
Hof ter Weyde ·
Wickenburgh ·
Wijnestein ·
Wiltenburg (Utrecht) ·
Kasteel van Woerden ·
Huis Woudenberg ·
Huis te Woudenberg (I) ·
Huis te Woudenberg (II) ·
Wulven ·
Kasteel Oud-Wulven ·
Wulvenhorst ·
Slot Zeist ·
Kasteel Zuilenburg ·
Zuileveld ·
Slot Zuylen ·
Huis Zuylenstein